# Nina Obrezkova
Nina Alexandrovna Obrezkova (Russisch: Нина Александровна Обрезкова) (Koslan (republiek Komi), 11 maart 1965) is een Komi dichteres, toneelschrijfster en journaliste. Ook doet ze onderzoek naar Finoegrische folklore. Ze heeft in zowel het Russisch als in het Komi geschreven.

## Biografie
Obrezkova is in 1965 geboren in de Republiek Komi, Rusland. Na de middelbare school ging ze studeren aan de Faculteit der Letteren van de Universiteit van Syktyvkar. Na haar afstuderen in 1989 werkte ze onder andere als journaliste, correspondente, docente Russische taal en letterkunde en docente Komi folklore en literatuur aan de Universiteit van Syktyvkar.

## Werk
Haar eerste gedicht Ӧткалун (utkaloen, eenzaamheid), werd in 1985 geplaatst in het vakblad Войвыв кодзув (Vojvyv kodzoev, Noorderster). Ze heeft vier dichtbundels uitgebracht:
- (ru)  Когда-нибудь все будет хорошо (Kogda-niboed vsjo boedet chorosjo, Op een dag zal alles goed komen, 2001)
- (ru)  Затопленное (Zatopljennoje, De overstroming, 2003)
- Дзирыд дой (Dziryd doj, Fonkelende pijn 2007)
- Нинпу (Ninpoe, Citroenboom, 2007)

Ze heeft in 2007 het toneelstuk Утренняя гостья (Oetrennjaja gostja, Ochtendgast) geschreven, dat nog steeds wordt opgevoerd.
Obrezkova heeft gedichten van onder andere de Estische dichters Marie Under en Hando Runnel, de Oedmoertse dichters Moesj Nadi en Jekaterina Marakova, en de Mari dichters Valeri Mikor en Samoylova in het Komi vertaald.

## Vertalingen
In de bundel Ninpoe staan gedichten in vier talen; Komi (Zurjeens), Estisch, Engels en Russisch. Ook is een aantal van haar gedichten vertaald in het Fins. en het Frans.

## Prijzen
In 2009 heeft Obrezkova de Kindred People’s literature prize gewonnen voor haar verzameling gedichten Dziryd doj. Dit is een literatuurprijs voor schrijvers en vertalers van Oeralische afkomst.